# Троходендрови
Троходендрови (Trochodendraceae) е единственото семейство покритосеменни растения от разред Trochodendrales. Състои се от два съществуващи рода, всеки с един вид заедно с до пет допълнителни изчезнали рода и редица изчезнали видове. Живите видове са местни в Югоизточна Азия. И двата живи вида (Tetracentron sinense и Trochodendron aralioides) имат вторична ксилема без съдови елементи, което е доста рядко при покритосеменните. Тъй като дървесината без съдове предполага примитивност, тези два вида привличат много таксономично внимание.

## Описание
Tetracentron и Trochodendron са широколистни или вечнозелени дървета, които достигат между 20 и 30 м височина, като Trochodendron понякога образува корона с форма на чадър.
- Листата са разположени в спирали в края на клоните (подобно на чадър, Trochodendron) или отделно (Tetracentron), прости, назъбени, длановидно или пересто разделени, брохидодромни или актинодромни, яйцевидни или обратно яйцевидни, със сърцевидни до клиновидна основа и заострен връх, с дръжки, с тънки прилистници, слети с петурата (Tetracentron) или липсващи (Trochodendron). Устицата са латероцитни или циклоцитни, хипостоматични.
- Стъбла без ксилемни съдове, с трахеиди, хетерогенен ксилем, едно- и многосерийни, клони, ясно диференцирани в еднолистни брахибласти и макробласти.
- Хермафродитни или андродиомни растения.
- Крайно съцветие в изправени, агрегирани рацемиформи (ботриоидни или малки метлички) (Trochodendron) или дефинирани, аксиларни, многоцветни аментоидни класове с цветове в групи по 4 (Tetracentron). Налични или липсващи прицветници и брактеоли.
- Перфектни цветове, актиноморфни или дисиметрични, жълтеникави. Липсва хипогинен диск. Редуциран, много тънък околоцветник, от 4 листенца в 2 кръстосани завъртания (Tetracentron), или най-много в разпознаваемо предпрантерно състояние (Trochodendron). Тичинки от 4 кръстосани нишки в двойки по 40-70 в спирала, неподвижни, фиксирани в основата, тетраспорангиални, връхни прашници.
- Плодът във вентрицидна или леко локулицидна капсула или съвкупност от дорзално и вентрално дехисцентни полукарпикални фоликули, с основни и външни стилове.
- Малки, сплескани, заострени семена, 3–4 mm дължина, със странични, връхни, халазални крила, с тънко семе, с обилен, богат на белтъци ендосперм, малък зародиш, с 2 котиледона.
- Прашец в малки, гранулирани, сфероидни, триколпатни, тектирани-колумелиформени монади (10-20 μm в диаметър), повърхността с преплетени ленти, успоредни на ръбовете на колпуса, които са гранулирани.
- Хромозомно число: 2n = 48 в Tetracentron и 2n = 38, 40 в Trochodendron.

## Екология
Растенията се срещат в гористи формации, Trochodendron между 300 и 2700 м над морското равнище и Tetracentron между 1100 и 3600 м над морското равнище.

## Фитохимия
Присъстват флавоноиди (кверцетин и кемпферол) и проантоцианидини (цианидин и делфинидин). Епикутикуларните восъци са основно съставени от нонакозан-10-ол.  Тетрацентрон съдържа халкони или дихидрохалкони. Trochodendron съдържа мирицетин. Елаговата киселина отсъства.

## Вкаменелости
Trochodendron и фосилният род Eotrochion са известни от палеоцена на Уайоминг, като представляват най-старите фосилни записи за семейството.
Разнообразна група от троходендрови видове е описана от еоценските планини Оканаган в Британска Колумбия и Североизточен Вашингтон.

## Класификация
Текущата класификация на троходендровите е системата APG IV, публикувана през 2016 г., която поддържа описанието на семейството, използвано в системата APG III, публикувана през октомври 2009 г. За разлика от системите APG и APG II, по-късните системи поставят семейството като единственото семейство в разред Trochodendrales. Те също така включват Tetracentron, синонимизирайки Tetracentraceae напълно с Trochodenraceae.
Системата APG II от 2003 г. запазва класификацията, използвана в системата APG от 1998 г., признавайки Trochodendraceae като семейство. APG и APG II не са поставили семейството в разред, оставяйки го сред базалните линии на еудикотите. И двете APG системи приемат това като семейство от два съвременни вида, но позволяват опцията за отделяне на семейството Tetracentraceae.
Системата на Кронкист от 1981 г. приема както Trochodendraceae, така и Tetracentraceae като семейства и ги поставя в разред Trochodendrales, в подклас Hamamelidae, в клас Magnoliopsida.

## Включени таксони
Семейството включва два живи рода с много различни морфологични характеристики:
- Длановидни листа, с прилистници, опадащи. Околоцветник от 4 листчета. Тичинки 4. Плодници 4. Яйцеклетките по 5-6 на плодника. Аксиларно съцветие в аментоидния клас.

Tetracentron Олив., 1889 г. Североизточна Индия, Непал, Бутан, Бирма, западен и централен Китай, Виетнам.
- Перести листа, без прилистници, вечнозелени. Околоцветник липсва. Тичинките 40-70. Плодниците (4-)6-11(-17). Яйцеклетките 15-30 на плодника. Крайно гроздовидно съцветие, изправено.

Trochodendron Siebold & Zucc., 1839 г. Япония, Тайван, Корея.